# Пензенска губерния
Пензенска губерния (на руски: Пензенская губерния) е губерния на Руската империя и Съветска Русия, съществувала от 1780 до 1928 година. Разположена е в централната част на Европейска Русия, западно от река Волга, а столица е град Пенза. Към 1897 година населението ѝ е около 1,5 милиона души, главно руснаци (83,0%), мордовци (12,8%) и татари (4,0%).
Създадена е през 1780 година с разделянето на дотогавашната Казанска губерния. През 1928 година е обединена с Оренбургска, Уляновска и Самарска губерния в Средноволжка област.